# Alessandro Rastello
Alessandro Rastello (18 maggio 1960) è un ex maratoneta italiano.

## Palmarès
| Anno | Manifestazione | Sede     | Evento   | Risultato | Prestazione | Note |
| ---- | -------------- | -------- | -------- | --------- | ----------- | ---- |
| 1983 | Universiadi    | Edmonton | Maratona | 9º        | 2h26'07"    |      |

## Campionati nazionali
1981
- 24º ai campionati italiani di maratona - 2h24'14"

1982
- 9º ai campionati italiani di maratona - 2h19'12"
- Oro ai campionati italiani di maratonina - 1h33'48"

1984
- 14º ai campionati italiani di maratona - 2h22'28"

1995
- 4º ai campionati italiani di duathlon - 2h42'40"

## Altre competizioni internazionali
1981
- 8º alla Maratona di Berlino ( Berlino) - 2h24'02"

1982
- 24º alla Maratona di New York ( New York) - 2h17'15"
- Argento alla Maratona di Pechino ( Pechino) - 2h15'51"

1984
- 25º alla Maratona di Tokyo ( Tokyo) - 2h18'23"

1987
- 7º alla Maratona di Venezia ( Venezia) - 2h17'20"
- 5º alla Milano Marathon ( Milano) - 2h21'50"
- 10º alla Maratona di Dublino ( Dublino) - 2h19'37"

1988
- 18º alla Stramilano ( Milano) - 1h06'58"

1989
- 8º alla Maratona di Barcellona ( Barcellona) - 2h21'30"

1990
- 19º alla Maratona di Venezia ( Venezia) - 2h24'34"

1991
- 9º alla Maratona di Venezia ( Venezia) - 2h23'04"
- 10º alla Maratona di Torino ( Torino) - 2h15'23"

1992
- 12º alla Maratona di Torino ( Torino) - 2h23'30"

1996
- 18º alla Maratona di Firenze ( Firenze) - 2h26'25"